# Liste der Fachbibliotheken
Folgende Liste stellt die Fachbibliotheken der einzelnen Fachbereiche dar, auch virtuelle Fachbibliotheken und Sondersammelgebiete einzelner Bibliotheken finden dabei ihre Berücksichtigung. Diese Liste erhebt aber keinen Anspruch auf Vollständigkeit. Auf internationaler Ebene sind Fachbibliotheken in der Special Libraries Association vertreten.

## Abfallwirtschaft
- Iserlohn: Deutsche Abfallwirtschaftsbibliothek

## Arbeitsschutz
- Dortmund: Bibliothek der Bundesanstalt für Arbeitsschutz und Arbeitsmedizin

## Architektur
- Avery Architectural and Fine Arts Library

## Blindenbibliotheken

### Deutschland
- HörBibliothek Mariahilf
- Westdeutsche Blindenhörbücherei
- Centralbibliothek für Blinde und Norddeutsche Blindenhörbücherei, Hamburg
- Deutsches Zentrum für barrierefreies Lesen

### Norwegen
- Norsk lyd- og blindeskriftbibliotek, Oslo

### Österreich
- Hörbücherei des Blinden- und Sehbehindertenverbandes Österreich

### Schweiz
- SBS Schweizerische Bibliothek für Blinde, Seh- und Lesebehinderte
- Blindenleihbibliothek am Goetheanum

## Digitale Bibliotheken
- Liste virtueller und digitaler Bibliotheken

## Europäische Union
- EDZ – Europäisches Dokumentationszentrum der Universitäts- und Stadtbibliothek Köln
- Zentralbibliothek der Europäischen Kommission

## Fahrbibliotheken

### Deutschland
- Deutsche Fahrbibliotheken im Web

## Forschungszentren
- Bibliothek des Leibniz-Zentrums Moderner Orient
- Bibliothek des Max-Planck-Instituts für ausländisches und internationales Privatrecht

## Fotothek
- Siehe auch: Fotothek

- Liste von Bild- und Fotoarchiven
- Arbeitsgemeinschaft kunsthistorischer Bildarchive und Fototheken.

## Frauenbibliothek
- Siehe: Liste von Frauenbibliotheken und -archiven
- Siehe auch unter: Gender Studies

## Gender Studies
- Siehe auch: Frauenbibliothek

- Frauengenderbibliothek Saar
- Frauenbibliothek MONAliesA
- Lesben- und Schwulenbibliothek Düsseldorf
- Schlesinger Library
- Women’s Library

### Deutschland
- Genderbibliothek

## Geographie

### Deutschland
- Bodenseebibliothek
- Bibliothek des Deutschen Instituts für Japanstudien
- Frankreich-Bibliothek des Deutsch-Französischen Instituts
- Geographische Zentralbibliothek des Leibniz-Institut für Länderkunde
- Hegau-Bibliothek
- Kraichgau-Bibliothek Gochsheim
- Landeskundliche Bibliothek des Märkischen Kreises
- Linga-Bibliothek
- Martin-Opitz-Bibliothek
- Nordost-Bibliothek des Nordost-Instituts
- Osteuropaabteilung der Bayerischen Staatsbibliothek
- Pfalzbibliothek
- Rumänische Bibliothek (Freiburg im Breisgau)

### Frankreich
- Bibliothèque Alsatique du Crédit Mutuel: Elsass

### Italien
- Geografische Bibliothek der Società Geografica Italiana

### Lateinamerika
- Linga-Bibliothek

### Schweiz
- Schweizerische Osteuropa-Bibliothek

### Spanien
- Sevilla: Bibliothek Fundación Tres Culturas

## Geschichte

### Deutschland
- Bibliothek des Konservatismus
- Bibliothek für Zeitgeschichte

### Schweiz
- Schweizerisches Sozialarchiv

### Sondersammelgebiete
- Allgemeine Geschichte (und Geschichte der BRD, Schweiz, Österreich, Frankreich, Italien) – Bayerische Staatsbibliothek

## Gesellschaften

### International
- Bibliothek der Asiatic Society
- Bibliothek der Hispanic Society of America
- Bibliothek der Società Geografica Italiana

## Institutsbibliotheken
- Institutsbibliothek des Hamburger Institut für Sozialforschung
- Institutsbibliothek des Institut für Politische Wissenschaft und Soziologie
- Institutsbibliothek des Herbert-Batliner-Europainstitut
- Institutsbibliothek des Instituto de Filosofia e Ciências Humanas
- Institutsbibliothek des Institut für Politische Wissenschaft Erlangen
- Institutsbibliothek des Hannah-Arendt-Institut für Totalitarismusforschung
- Institutsbibliothek des Institut für Luft- und Weltraumrecht der Universität zu Köln
- Institutsbibliothek des Deutschen Historischen Instituts Paris

## Kinder- und Jugendbibliotheken

### Deutschland
- Internationale Jugendbibliothek
- Kinder- und Jugendbibliothek „Hallescher Komet“
- Jugendbibliothek Hoeb4U
- Kinder- und Jugendbibliothek im Prinz-Max-Palais (Karlsruhe)

### Japan
- Kinderbibliotheken

## Landwirtschaft

### Deutschland
- Agrarhistorische Bibliothek Herrsching
- Deutsche Gartenbaubibliothek
- Deutsche Zentralbibliothek der Landbauwissenschaften
- Bereichsbibliothek Forstwissenschaften

### Italien
- Internationale Bibliothek La Vigna

### Litauen
- Litauische Landwirtschaftsbibliothek

### Österreich
- Bibliothek der Bundesanstalt für Agrarwirtschaft

### USA
- United States National Agricultural Library

## Lateinamerika
- Bibliothek  Ibero-Amerikanisches Institut